# Station Colmschate (oud)
Station Colmschate was een station in de Nederlandse plaats Colmschate, destijds gemeente Diepenveen. Bij het station was een stationsgebouw van het standaardtype KNLS derde klasse aanwezig. Dit ontwerp, afkomstig van architect Karel van Brederode, werd in de jaren 1880 voor diverse spoorwegstations gebruikt. In 1908 werd het station nog aanzienlijk uitgebreid.
Colmschate werd geopend op 1 september 1888 en werd op 15 mei 1933 gesloten voor het reizigersverkeer. In 1938 werd het stationsgebouw gesloopt. Op 10 december 1989 werd het station iets verderop heropend als station Deventer Colmschate.
Dit KNLS-station moet niet worden verward met de voormalige Stopplaats Colmschate aan Staatslijn A.

## Restanten
In 2025 werden restanten van het station blootgelegd. Hierbij werden delen van muren, kamers en een waterkelder aangetroffen. Nadien zijn de restanten verwijderd om plaats te maken voor een nieuwbouwwijk.